# Derechos de las mujeres en Liberia

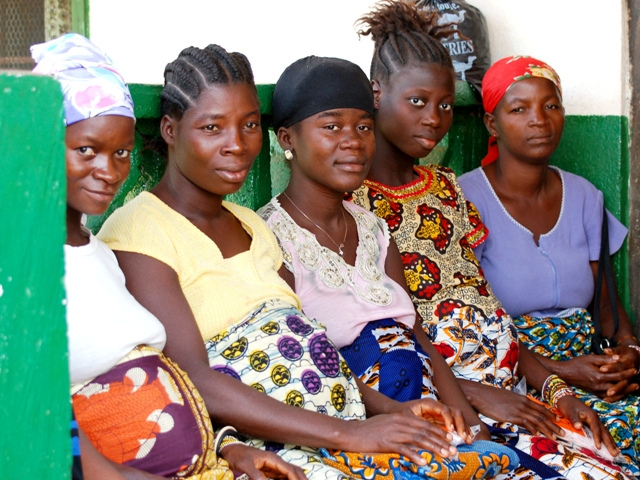
Mujeres liberianas, 2008.

Los derechos de las mujeres en Liberia están marcados por una violencia contra las mujeres y las niñas generalizada. Es frecuente la violencia intrafamiliar, violencia sexual, la mutilación genital femenina y el matrimonio a edad temprana.
El alcance de las desigualdades entre mujeres y hombres varía en todo el país a partir del estatus, la región, las áreas rurales / urbanas y las culturas tradicionales. En general, las mujeres en Liberia tienen menos acceso a la educación, la atención médica, la propiedad y la justicia en comparación con los hombres. 
Liberia sufrió dos guerras civiles devastadoras entre 1989-1996 y 1999-2003. El movimiento pacifista de mujeres Women of Liberia Mass Action for Peace tuvo un destacado protagonismo para avanzar en las negociaciones de paz. Estas guerras dejaron a Liberia casi destruida con una infraestructura mínima y miles de muertos. Por otro lado el sistema de salud quedó también especialmente afectado tras la devastadora epidemia de ébola de 2014 -casi la mitad de las muertes del oeste de África se registraron en Liberia, más de 4.800 personas-.
En 2019 Liberia ocupa el puesto 174 de 187 en el Informe sobre Desarrollo Humano y el puesto 154 de 159 en el Índice de Desigualdad de Género.
A pesar del progreso de la economía de Liberia desde el final de su segunda guerra civil en 2003, sigue siendo uno de los países más pobres del mundo con altos niveles de pobreza y privaciones, exacerbados por las crisis económicas y el aumento de los precios de los alimentos.
Las mujeres lograron el derecho al voto en Liberia en 1945.
En 2006 Ellen Johnson Sirleaf, se convirtió en la 24a presidenta de Liberia siendo la primera primera presidenta electa de África. Entre sus mayores logros está el haber restaurado la paz y mantenido la estabilidad durante una década aunque se le reprocha que a pesar de las expectativas logró pocos avances en los derechos de las mujeres. En 2018 fue sucedida por el exfutbolista y político George Weah. Fue la primera vez en este país que la sucesión presidencial resultó una alternancia de partidos políticos y sucedió de modo constitucional y pacífico.

## Roles de género
En Liberia, hombres y mujeres tienen una clara división del trabajo. Las mujeres suelen limpiar, cocinar y cuidar a los niños, pero sus contribuciones a la familia rara vez se reconocen como trabajo. Se considera que los hombres son los jefes de familia y el sostén. Las mujeres están atrapadas por los prejuicios en la educación, la atención médica, la propiedad de la tierra y el crédito, junto con prácticas culturales como los matrimonios concertados previamente y la mutilación genital femenina.
Estos factores impiden que las mujeres ingresen en el mercado laboral. El papel tradicional de la mujer como cuidadora en la sociedad liberiana es un ejemplo de la idea de  Martha Nussbaum de un enfoque basado en recursos, que favorece la protección del statu quo.
Cambios hacia la igualdad de género en Liberia
Después de que la ONU firmara el tratado de paz con Liberia en 2003, los roles de género que impedían a las mujeres avanzar en igualdad comenzaron a cambiar. Después de que terminaron las guerras en Liberia, inicialmente, hubo poca o ninguna participación de las mujeres en puestos de poder, organizaciones o en el gobierno. En la actualidad hay más de 100 organizaciones de mujeres según la Secretaría de ONG de Mujeres de Liberia (WONGOSOL). Estas organizaciones sirven para apoyar a mujeres lideresas locales. En comparación con otros países afectados por guerras, las mujeres en Liberia han logrado hacer oír su voz en la política a pesar de la resistencia masculina.  . 
En cuanto a las mujeres en la política, Liberia eligió a su primera presidenta, Ellen Johnson Sirleaf, en 2006, un paso hacia el progreso en un país en desarrollo. Recientemente, el Instituto Nacional de Opinión Pública (NIPO) ha creado conciencia sobre el empoderamiento y la igualdad de las mujeres mediante la participación en la campaña 16 Días de Activismo contra la Violencia de Género. La campaña ha permitido aumentar la conciencia sobre la defensa de los derechos de las mujeres tanto a nivel nacional como internacional, así como la participación femenina en la política y la formulación de políticas. 
A una escala más internacional, con la ayuda de Suecia, ONU Mujeres se ha acercado a los hombres para que se unan a la lucha contra la violencia de género. Como parte de la campaña, doce hombres fueron nominados para convertirse en embajadores para crear conciencia y alentar a otros hombres a tomar una posición contra la violencia contra las mujeres .  Si bien ha habido algunos avances, para cumplir con el objetivo de desarrollo de los ODM de promover la igualdad de género y empoderar a las mujeres, todavía hay algunas áreas en las que mejorar, como abordar la discriminación de género en la ley, las oportunidades laborales desiguales y las brechas salariales, así como la falta de la participación equitativa de las mujeres en la toma de decisiones.

## Violencia contra las mujeres y las niñas
La violencia contra las mujeres sigue siendo generalizada en Liberia. Debe considerar la violencia intrafamiliar, la violación y otras formas de violencia sexual contra las mujeres y las niñas, la práctica habitual de la mutilación genital femenina o el matrimonio a edad temprana.

### Acceso al aborto
Las sobrevivientes de violación en 2017-2018 continuaban sin disponer de servicios de aborto asequibles y accesibles, a pesar de que la legislación permite abortar en los casos de violencia sexual denunciados a la policía y cuando dos profesionales médicos dieran su autorización.
Las tasas de lesiones y mortalidad materna seguían siendo de las más elevadas de África a consecuencia de los abortos peligrosos.

### Violencia sexual durante las guerras civiles de Liberia
Durante la Primera Guerra Civil de Liberia, hubo informes generalizados de violencia sexual contra las mujeres. Después de la guerra, una encuesta realizada a 205 mujeres en Monrovia mostró que el 49% experimentó al menos un tipo de violencia física o sexual por parte de soldados; el 17% informó haber sido golpeada, atada o detenida por un guardia armado; 32% fueron registradas al desnudo; y el 15% de mujeres experimentaron violación, intento de violación o coacción sexual . La coerción sexual se refiere a una relación sexual forzada entre un soldado y una mujer que se ve obligada a entablar la relación debido a condiciones de guerra para alimentarse a sí misma o a su familia, tener refugio y ropa, o para protección y seguridad.
Después de la Segunda Guerra Civil Liberiana, el Comité Internacional de Rescate informó que había ayudado a casi 1.000 mujeres y niñas que habían sufrido violencia de género en el condado de Montserrado . El 63% de las agresiones fueron violaciones. El IRC también encuestó a mujeres y niñas liberianas de entre 15 y 49 años en campamentos de refugiados en Sierra Leona . El 74% de los encuestados informó haber sido víctima de violencia sexual. La mayoría de los incidentes fueron comentarios sexuales inapropiados, con toques sexuales, desnudos y búsquedas de cavidades también comunes.
Resultado de la violencia de género en la posguerra
Tras poner fin a la guerra, la ceremonia de apertura de las negociaciones de paz se llevó a cabo el 4 de junio de 2003 en Ghana, Liberia. En estas negociaciones de paz no se abordaron las cuestiones referidas a los delitos de violencia sexual que sufren tanto mujeres como niñas, los derechos a la tierra o ni siquiera una discusión para incluir los derechos de las mujeres a la educación, a pesar de que cinco mujeres estuvieron presentes durante estas negociaciones. 
A pesar de que Liberia aprobó la Ley de Enmienda sobre Violaciones en 2006 para imponer penas más estrictas sin posibilidad de salir libres bajo fianza a los acusados, se descubrió que muchos grupos de mujeres ni siquiera conocían la nueva ley. 
En diciembre de 2008 se ofreció la creación de un Tribunal de violación con el fin de acelerar los casos de violación y darles un cierre a las víctimas. Sin embargo, debido a las debilidades y corrupciones del sistema judicial, muchas víctimas y sus familias se mostraron reacias a presentar cargos dado que el sistema falló a favor de los hombres. Si bien este es un paso para mejorar la calidad de vida de las mujeres, no resuelve el problema de la violencia sexual.

### Mujeres y niñas soldados
Miles de mujeres y niñas fueron secuestradas y obligadas a luchar y transportar suministros. Muchas de las niñas y mujeres mayores fueron enviadas directamente al frente sin recibir ningún entrenamiento militar. Una mujer que se resistía o rechazaba las órdenes de un comandante corría el riesgo de ser golpeada, violada o asesinada.

### Violencia étnica
Las mujeres pertenecientes (o acusadas de pertenecer) a determinados grupos o facciones étnicas tenían un mayor riesgo de sufrir violencia sexual, ser obligadas a cocinar para los soldados o convertirse en esclavas sexuales. En una encuesta de 1998 de 106 mujeres en Monrovia acusadas de pertenecer a un grupo étnico o facción, el 61% informó haber sido golpeadas, encerradas, registradas al desnudo o violadas. Las mujeres obligadas a cocinar para los soldados tenían mayores posibilidades de sufrir coacción sexual o violación.

### Mutilación genital femenina
En Liberia la mutilación genital femenina no está prohibida formalmente. Las guerras civiles provocaron una disminución de la mutilación genital femenina debido a la conmoción de la vida en las zonas rurales, pero la práctica sigue siendo común.
Un estudio de 2007 indica que el 52,8% de las mujeres de 15 a 29 años de la Sociedad Sande han sido sometidas a mutilación genital femenina. La mayoría de las víctimas no se pronuncian en contra de la práctica por temor a ser condenadas al ostracismo o asesinadas por miembros de la comunidad.

## Educación
En 2018 en Liberia sólo el 32.8 % de las mujeres comparado con el 62.4 % de varones están alfabetizadas. Otros datos establecen que en 2017 en analfabetismo de las mujeres jóvenes era del 60,6 % y de las mujeres adultas del 64,2 %.

### Desigualdades
En lo que respecta a la educación en Liberia, los niños tienen prioridad frente a las niñas para ir a la escuela. En la mayoría de los casos, la familia financiará la educación de los niños, pero rara vez de las niñas. Este es un ejemplo de la teoría de Amartya Sen sobre la desigualdad de oportunidades especiales: las oportunidades de educación son menores para las niñas que para los niños tanto en la educación primaria como en la secundaria. La razón de la desigualdad educativa de los niños sobre las niñas es que las familias suelen creer que una mujer educada llevará su educación a la familia de su esposo, lo que resultará en una pérdida para la familia. Independientemente del sexo, si la familia puede pagar la educación de un niño, generalmente se orienta hacia una ocupación específica marcada por el género. A los niños se les enseñan ciencias y matemáticas, mientras que a las niñas se les enseña enfermería y enseñanza.
En 2007, la tasa de alfabetización de los hombres adultos era del 55% y de las mujeres del 41%. "La alfabetización (y la educación en general) está muy relacionada con la capacidad de las mujeres para establecer relaciones sociales sobre la base de la igualdad con los demás y para lograr el importante bien social del respeto por sí mismas". "El analfabetismo, además, está fuertemente ligado, como ya he argumentado, a otras formas de injusticia: violencia doméstica sin opciones de salida y desigualdad de oportunidades políticas y laborales"  señala Martha Nussbaum.

### Leyes de educación
En 2001 se promulgó una ley de educación que hace que la educación primaria sea gratuita y obligatoria, aunque los recursos no han sido suficientes para implementar la política en todo el país. Desde su elección en 2006, la presidenta Ellen Johnson Sirleaf trabajó para promover la matrícula escolar. En 2012, la matriculación en la escuela primaria en las zonas urbanas era del 63,7% para las niñas y del 86,8% para los niños, en las zonas rurales era del 33,1% para las niñas y del 44,9% para los niños. 
La razón de la desigualdad de género es que se considera que es más probable que los niños utilicen su educación para contribuir a la riqueza del hogar. Como resultado de la ley de educación, los jóvenes que anteriormente tenían poco o ningún acceso a la educación han regresado a la escuela. Un censo escolar de 2006 mostró que el 15% de los estudiantes de la escuela primaria tenían entre 6 y 7 años de edad, y la mitad de los estudiantes tenían entre 11 y 20 años.

### Razones de la baja educación
Los principales factores que contribuyen al bajo nivel general de educación de los liberianos son la falta de infraestructura en las escuelas, los problemas de seguridad en todo el país y el alto costo de la educación. Un censo de 2006 del Ministerio de Educación de Liberia encontró que una de cada cinco escuelas en Liberia había sido destruida durante las guerras. Muchas escuelas carecían de agua y baños, además de que más del 60% de los maestros carecían de calificaciones formales y recibían salarios muy bajos ($ 200– $ 300 USD por año).
Para las personas que viven en áreas indígenas / rurales hay muchas razones para los bajos niveles de educación, incluido el acceso limitado a las escuelas, el plan de estudios no se considera relevante para la vida rural, el gasto de enviar a los niños a las áreas urbanas para la escuela, la creencia de que alienar a sus hijos de los valores culturales y, en el caso de las niñas, de la creencia de que las carreras modernas favorecen a los hombres.

## Salud

### Tasa de fertilidad
La tasa de fecundidad ha ido disminuyendo lentamente de 6,9 nacimientos por mujer en 1984 a 5,4 en 2007 y 5,2 en 2012. Aunque las tasas de fertilidad están disminuyendo en Liberia, su tasa de crecimiento demográfico es del 2,6%, lo que significa que Liberia es una de las naciones de África de más rápido crecimiento. Este crecimiento se debe a que un gran porcentaje de la población femenina está en edad reproductiva, junto con las prácticas de matrimonio precoz (aproximadamente el 48% se casó a los 18 años en 2007) y la poligamia generalizada, especialmente en las zonas rurales. El uso de anticonceptivos es bajo entre las mujeres de hogares pobres y las mujeres solteras, con una tasa de prevalencia estimada del 11%.

### Salud maternal
La mortalidad materna es un problema importante en Liberia, en 2010 hubo 770 muertes por cada 100.000 nacidos vivos. Las devastadoras guerras civiles liberianas destruyeron la infraestructura sanitaria del país. Incluso es difícil encontrar cifras precisas sobre la mortalidad materna porque la mayoría de los casos no se notifican, junto con problemas para registrar los nacimientos tradicionales.

### VIH / SIDA
La transmisión del VIH en África subsahariana se produce principalmente a través de relaciones heterosexuales, transmisión de madre a hijo y sangre contaminada y equipo médico no esterilizado. Con un mayor uso de los servicios de salud durante el embarazo, existe una mayor probabilidad de infección por el VIH debido al equipo contaminado. El riesgo de contraer el VIH aumenta con la desnutrición y las personas afectadas por los parásitos, que es un problema muy real para los ciudadanos de Liberia. Existe una creencia generalizada en todo el África subsahariana de que el sexo con una virgen cura el VIH. La prevalencia del VIH / SIDA en Liberia es baja, del 1,5%.
En áreas donde a las mujeres no se les permite poseer tierras, tienen menos capacidad para practicar sexo seguro sin correr el riesgo de ser abandonadas. En 2004, el Programa de las Naciones Unidas para el Desarrollo otorgó a Liberia 24 millones de dólares en financiación para ayudar en el tratamiento de personas con VIH / SIDA, muchas de las cuales eran víctimas de violencia sexual.

## Marco legal

### Leyes civiles y consuetudinarias
Liberia opera con un sistema legal dual. El derecho civil se basa en los ideales angloamericanos y el derecho consuetudinario se basa en costumbres y prácticas tribales no escritas. Debido a este sistema, las mujeres están sujetas a más desigualdades cuando viven en áreas rurales / tribales. El derecho consuetudinario es el predeterminado, excepto cuando entra en conflicto con la constitución. Sin embargo, en la práctica, las leyes consuetudinarias que entran en conflicto con la constitución generalmente no son controladas por el sistema legal. El derecho consuetudinario considera a las mujeres como propiedad de sus maridos, por lo que rara vez las mujeres tienen un papel en las decisiones familiares.

### Derechos civiles
Según la ley civil, hombres y mujeres comparten los mismos derechos legales. Las mujeres pueden heredar tierras o propiedades, solicitar préstamos bancarios y tener la custodia de los hijos. Según el derecho consuetudinario, las mujeres no pueden heredar tierras o propiedades y no tienen derecho a la custodia ni a la patria potestad. Las mujeres liberianas tienen derecho al voto desde 1945

### Matrimonio
Existen desigualdades de género en la legislación sobre el matrimonio porque la edad mínima legal para contraer matrimonio es de 18 años para las mujeres y 21 para los hombres. Un tercio de las mujeres casadas en el grupo de edad de 15 a 49 años están en matrimonios polígamos. En 2004, las Naciones Unidas estimaron que el 36% de las niñas de 15 a 19 años estaban casadas, divorciadas o viudas. Si bien la poligamia en Liberia es ilegal según el derecho civil, el derecho consuetudinario permite que los hombres tengan hasta 4 esposas. El derecho consuetudinario restringe los derechos de una mujer casada a heredar bienes de su cónyuge. Cuando enviudan, las mujeres quedan a merced de las leyes consuetudinarias que no están sujetas a los tribunales civiles.

### Integridad corporal
La ley no protege la integridad corporal de la mujer en Liberia. Aunque la violencia contra las mujeres es ilegal, los niveles de violencia doméstica y agresión sexual son altos. La definición de violación se amplió en 2006 para convertir la violación conyugal en un delito penal.
Martha Nussbaum describe la integridad corporal en su enfoque de capacidades como "poder moverse libremente de un lugar a otro; estar seguro contra agresiones violentas, incluidas agresiones sexuales y violencia doméstica; tener oportunidades de satisfacción sexual y elección en cuestiones de reproducción".
La educación juega un papel importante en la integridad corporal de una mujer. A medida que las mujeres tienen mayor educación, se hacen cargo de las decisiones que afectan sus vidas y que alguna vez pudieron haber sido tomadas por sus maridos, miembros de la familia o por las normas sociales. Nussbaum dice que "el papel de la educación en el desarrollo de las capacidades humanas centrales no implica en ningún sentido que, sin educación, las mujeres no tengan un yo digno de respeto o dignidad humana básica".

## Política
Las mujeres lograron el derecho al voto en Liberia en 1945.  En 2018 a pesar de haber tenido la primera presidenta de África en Liberia menos del 10 % de las personas que participan en política son mujeres.
Las mujeres ayudaron a poner fin a la Segunda Guerra Civil Liberiana con el movimiento pacifista Mujeres de Liberia Acción Masiva para la Paz creado en 2003 y liderado por Leymah Gbowee. La participación de las mujeres en la política ha aumentado al 13,5% en 2011. Liberia ocupa el lugar 90 de 193 en representación femenina.

### La presidenta Sirleaf y su legado
En 2006 Ellen Johnson Sirleaf, se convirtió en la 24a presidenta de Liberia siendo la primera primera presidenta electa de África. Llegó al poder aupada por los movimientos y manifestaciones de mujeres que presionaron para promover el fin de la guerra.
Entre sus mayores logros está el haber restaurado la paz y mantenido la estabilidad durante una década aunque se le reprocha que a pesar de las expectativas logró pocos avances en los derechos de las mujeres.  En 2017 no había aumentado la representación de las mujeres en la política como prometió en campaña y en la primera vuelta de las elecciones de la veintena de candidaturas sólo había una mujer. En su propio gabinete las mujeres fueron "una simbólica minoría".
Implementó una de las leyes más completas de África que calificaba como delitos todo tipo de violaciones pero no logró frenar el alto número de violaciones y agresiones sexuales sufridas por jóvenes e incluso niñas. Tampoco logró prohibir la mutilación genital femenina. 
Perdió las elecciones en segunda vuelta y en 2018 fue sucedida por el exfutbolista y político George Weah siendo la primera vez en este país que quien ocupa la presidencia es sucedida por medios constitucionales y pacíficos por alguien que pertenece a un partido político distinto.
Sirleaf "no ha hecho mucho por los derechos de las mujeres. Si bien rompió el techo de cristal, sus políticas no han cambiado problemáticas fundamentales de género" (...) “Había muchas expectativas, pero la presidenta Sirleaf no ha sido feminista” señaló la activista liberiana Leymah Gbowee.

## Mujeres en la sociedad indígena

### Población grebo
Los Grebo son un grupo de pueblos indígenas que viven en el sureste de Liberia. .
En las familias Grebo, las mujeres hacen la mayor parte del trabajo en los campos, cavando, plantando semillas, desyerbando, cosechando y procesando cultivos. Son responsables de plantar campos de arroz junto con cultivar y vender los cultivos comerciales. Aunque las mujeres en la cultura Grebo son las que llevan el sustento, todavía se las reconoce como subordinadas a sus maridos y se espera que contribuyan a la riqueza del hogar.
En familias con mayor formación el hombre es el sostén de la familia y la mujer es el ama de casa. Estos maridos se enorgullecen de que sus esposas no trabajen para ganarse la vida, sino que se dediquen al cuidado de los niños.
En la cultura Grebo se establece un sistema dual en relación con las funciones políticas entre hombres y mujeres. Ni hombres ni mujeres se representan entre sí y ambos grupos son reconocidos y gozan de un estatus legítimo. Este sistema permite que las mujeres asciendan en la jerarquía sin ser dominadas por los hombres, lo que les otorga más independencia económica y derechos. El sistema de doble sexo permite que dos jefes de ciudad, un hombre y una mujer, sean elegidos de forma más independiente y no compartan lazos familiares. Existen prejuicios de género en este sistema, como que las mujeres sin propiedad tienen menos posibilidades de convertirse en miembros del grupo civilizado, mientras que los hombres sin propiedad no experimentarán este obstáculo.

## Mujeres notables
- Ellen Johnson Sirleaf, 24a presidenta de Liberia
- Angie Elizabeth Brooks, la única mujer africana en convertirse en presidenta de la Asamblea General de la ONU
- Leymah Gbowee, activista pacifista y feminista
- Jewel Cianeh Howard Taylor, política liberiano
- Comfort M. Freeman, activista por la paz de Liberia